# Sissel Bergfjord
Sissel Bergfjord (født 17. november 1972 i København), dansk forfatter og billedkunstner. BA i kunsthistorie, uddannet fra Forfatterskolen 2003-05, og Forfatterskolen for Børnelitteratur 2010-12. Debuterede med romanen "min morfars stemme" på Gyldendal i 2006. I 2012 kom romanen "Sortedam" på Gyldendal. I april 2013 kom "Ønsketænkning" en tekstkollagesamling (Gyldendal). I 2021 udgav hun sin første novellesamling på eget forlag, forlaget Ombelico. Hun har også bidraget til forskellige antologier med mindre tekster, b.la, tidsskriftet Kulturo og Victor B. Andersens Maskinfabrik.
Sissel Bergfjord har modtaget arbejdslegater fra Statens Kunstfond og Statens Kunstråd, DsF, Autorkontoen, samt arbejdsophold i ind-og udland.
Sissel Bergfjord har i en årrække malet større portrætter af forfatterkolleger i naturlig størrelse. Et portræt af Kim Leine blev i 2021 erhvervet af Det Nationalhistoriske Museum på Frederiksborg Slot i Hillerød. 

## Udgivelser
- Min morfars stemme, roman, Gyldendal, 2006
- Sortedam, Roman, Gyldendal 2012
- Ønsketænkning, Kollager, Gyldendal 2013
- Midlertidig opvartning, Noveller, Ombelico, 2021
- Fiskelykken, roman, Ombelico, 2023

### Børne- og ungdoms litteratur
- Bidrag til antologien: Skrædder i Helvede, Dansklærernes forlag, 2011
- Blå Vrede, børne-ungdomsroman, Gyldendal, 2014
- Fuck det´nok, rim-rap-billedbog, Jensen & Dalgaard, 2014
- Bidrag med novellen "Nummer 8," til novellesamlingen: Det du ikke ved, Gyldendal, 2016
- På Kanten, kortroman, Alinea 2017
- Dybet, kortroman, Alinea 2018
- I love Louise, roman, Gyldendal 2019

## Priser
- Michael Strunge-prisen 2013 for romanen Sortedam